# رافائل گارسیا (بازیکن فوتبال)
رافائل گارسیا (انگلیسی: Rafael Garcia؛ زادهٔ ۱۹ دسامبر ۱۹۸۸) بازیکن فوتبال اهل ایالات متحده کرج است.
از باشگاه‌هایی که در آن بازی کرده‌است می‌توان به باشگاه کیسه اشاره کرد.